# Jacques de Serisay
Jacques de Serisay (Parigi, 1594 – La Rochefoucauld, novembre 1653) è stato un poeta francese, membro dell'Académie française, nella quale occupò per primo il seggio numero 3, diventando anche il primo direttore dell'istituzione, dal 1634 al 1638.
Intendente del duca de La Rochefoucauld, ebbe un'intensa produzione letteraria della quale rimane ben poca traccia.